# Pietracamela
Pietracamela község (comune) Olaszország Abruzzo régiójában, Teramo megyében.

## Fekvése
A megye délnyugati részén fekszik. Határai: Fano Adriano, Isola del Gran Sasso d’Italia és L’Aquila .

## Története
Első említése 1234-ből származik. A következő századokban nemesi birtok volt. Önálló községgé a 19. század elején vált, amikor a Nápolyi Királyságban felszámolták a feudalizmust.

## Népessége
A népesség számának alakulása:

## Főbb látnivalói
- San Leucio-templom (1324)
- San Rocco-templom
- San Giovanni-templom (1432)
- San Donato -templom
- Prati di Tivo síközpont